# オービス・インターナショナル
オービス・インターナショナル（英語: ORBIS International）は、失明の防止を目的とする国際的な非政府の非営利団体（NPO）である。

## 概要
オービスの活動は、発展途上国における失明の予防および失明をもたらす眼科疾患の治療に重点を置いている。1982年以来、オービスは研修プログラムにより19万5千人を超える眼科医療従事者の能力を向上させるとともに、86か国において680万人を超える患者に治療を施した。
オービスの活動の中で最も有名なのは「空飛ぶ眼科病院」である。2016年にフェデックスより寄贈されたMD-10の機内には眼科病院および研修のための設備を取り付けた『ORBIS Flying Eye Hospital』を運航している。医療チームやパイロットはボランティアである。失明を防止するために必要な技術を教えるため世界中の発展途上国に直接赴いており、現地の患者は研修期間中、無料の診療を受けることができる。
オービスの本部はニューヨークにあり、トロント、ロンドン、ダブリン、香港、マカオ、上海、昆明、台北、アディスアベバ、デリー、ダッカ、ハノイに事務所がある。
「空飛ぶ眼科病院」のほかに、オービスはいくつかの国で病院を基盤とする活動を展開しており、失明予防・眼科疾患治療に関して各地の医療研究者および医療機関と連携している。オービスの「サイバーサイト」プログラムは、インターネットを用いて眼科医をつなぎ、共同作業・指導のため役立てる遠隔医療プログラムである。
オービスは世界保健機関などとともに、「Vision 2020: The Right to Sight」イニシアチブの創始団体となっている。Vision 2020は、避けることが可能な失明を2020年までになくすことを目的とする世界的な協力活動である。